# ISM (album de Savant)
Pour les articles homonymes, voir ISM.
Albums de Savant
Overworld
(2012) Alchemist
(2012)
ISM est le sixième album du producteur d'electronic dance music norvégien Aleksander Vinter, et son quatrième sous le nom de Savant.
Pour fêter le 4e anniversaire de l'album, Savant a ajouté le remix de « Starfish » par Blanco (Un autre pseudonyme d'Aleksander) et la reprise orchestrale de l'ensemble de l'album (Publié en son nom propre).

## Liste des pistes
| 1.    | Prelude                 | 6:26 |
| 2.    | The Beat                | 4:05 |
| 3.    | Nightmare Adventures    | 3:29 |
| 4.    | Ghetto Blastah          | 3:45 |
| 5.    | Syko (feat. Twistex)    | 5:05 |
| 6.    | Starfish                | 5:01 |
| 7.    | Zeitgeist               | 4:23 |
| 8.    | 8-bit Lightsaber        | 4:26 |
| 9.    | Mystery                 | 5:08 |
| 10.   | Outfox                  | 5:34 |
| 11.   | No Shit Sherlock        | 3:43 |
| 12.   | Cry For Love            | 5:10 |
| 13.   | Ism                     | 5:25 |
| 14.   | Starfish (Blanco remix) | 5:34 |
| 15.   | ISM Orchestral Suite    | 7:42 |
| 72:10 |                         |      |